# Tragia shirensis
Tragia shirensis är en törelväxtart som beskrevs av David Prain. Tragia shirensis ingår i släktet Tragia och familjen törelväxter.

## Underarter
Arten delas in i följande underarter:
- T. s. glabriuscula
- T. s. shirensis